# Karl August Hugo Clausius
Karl August Hugo Clausius (* 12. November 1808 in Arnswalde; † 27. April 1873 in Berlin) war ein preußischer Generalmajor und Inspekteur der 1. Pionier-Inspektion.

## Leben

### Herkunft
Seine Eltern waren der Rektor der Arnswalder Stadtschule Ernst Gottlieb Clausius (1781–1855) und dessen Ehefrau Justine Sophie Juliane, geborene Michaely, eine Tochter des Steuerrats Johann Joachim Michaely (1717–1808). Der berühmte Physiker Rudolf Clausius (1822–1888) war sein jüngerer Stiefbruder (aus der dritten Ehe seines Vaters). 

### Militärkarriere
Clausius besuchte das Gymnasium in Köslin und trat am 1. Oktober 1826 als Pionier in die Garde-Pionier-Abteilung der Preußischen Armee ein. Von 1827 bis 1829 war er zur Ausbildung an Vereinigte Artillerie- und Ingenieurschule kommandiert und avancierte zwischenzeitlich zum Portepeefähnrich. Ab dem 1. Juli 1831 versah er Fortifikationsdienst in der Festung Spandau und Ende des Monats wurde er als Sekondeleutnant der 1. Ingenieur-Inspektion aggregiert. Am 26. Dezember 1831 wurde Clausius in die 2. Pionier-Abteilung versetzt und am 27. Juni 1833 mit Patent vom 18. Dezember 1830 in die 1. Ingenieur-Inspektion einrangiert. Von Anfang Dezember 1835 bis Anfang Oktober 1838 war er Abteilungsadjutant und anschließend zu Fortifikationsdiensten in die Festung Stettin kommandiert. Am 29. März 1839 wurde er Adjutant der 1. Pionier-Inspektion, in dieser Eigenschaft Ende März 1844 zum Premierleutnant befördert und am 28. September 1844 zum Fortifikationsdiensten in die Festung Posen kommandiert. Dort wurde er am 1. Juli 1848 zum Hauptmann II. Klasse befördert und am 1. November 1849 zum Kommandeur der 2. Kompanie der 2. Pionier-Abteilung ernannt. Am 20. Juli 1852 erfolgte seine Ernennung zum Kommandeur der 5. Pionier-Abteilung und Clausius rückte Anfang Mai 1855 zum Hauptmann I. Klasse auf. Am 16. Februar 1856 zum Festungsbaudirektor der Feste Boyen ernannt, kam er am 23. Februar 1856 in die 1. Ingenieur-Inspektion. Er wurde am 22. Januar 1857 Major und am 1. Juli 1860 Kommandeur des Pionier-Bataillons Nr. 1. In dieser Stellung wurde er am 18. Oktober 1861 zum Oberstleutnant befördert, am 24. Dezember 1862 mit dem Kronen-Orden IV. Klasse ausgezeichnet und avancierte am 17. März 1863 zum Oberst. Am 2. Juni 1863 kam er als Inspekteur in die 2. Pionier-Inspektion.
Bei der Mobilisierung zum Krieg gegen Dänemark wurde Clausius in den Stab der verbündeten Armeen in Schleswig kommandiert. Von dieser Stellung wurde er am 9. Januar 1864 entbunden und zum Inspekteur der 1. Pionier-Inspektion ernannt. Zugleich fungierte er ab dem 9. August 1864 auch als Mitglied der Prüfungskommission für Hauptleute und Premierleutnante des Ingenieurkorps. Bei der Mobilmachung anlässlich des Krieges gegen Österreich wurde Clausius am 19. Mai 1866 als 2. Ingenieuroffizier dem Oberkommando der 1. Armee zugeordnet und nahm an den Schlachten bei Gitschin und Königgrätz teil. Er kehrte am 6. August 1866 in seine Friedensstellung zurück und erhielt am 31. Dezember 1866 den Charakter als Generalmajor. Anlässlich des Ordensfestes wurde ihm im Januar 1867 der Roten Adlerorden II. Klasse mit Eichenlaub verliehen. Clausius nahm am 4. Mai 1867 seine Abschied mit Pension.
Er starb am 27. April 1873 in Berlin und wurde drei Tage später auf dem Garnisonfriedhof beigesetzt.

### Familie
Clausius heiratete am 6. Juli 1849 in Posen Emilie Ernestine Leopoldine Reichel (1828–1906), eine Tochter des Majors Friedrich Wilhelm Reichel. Der gemeinsame Sohn Richard Karl Wilhelm Clausius (* 1850) wurde preußischer Major und Kommandeur des Pionier-Bataillons Nr. 4.